# Diário da Borborema
Diário da Borborema era um jornal dos Diários Associados que circulava na cidade de Campina Grande.

## História
Foi fundado no dia 2 de outubro de 1957, e em 2001 ganhou o Prêmio Esso de Jornalismo.
O jornal campinense Diário da Borborema foi fundado pelo magnata das comunicações Assis Chateaubriand que, natural da cidade de Umbuzeiro-PB, viveu boa parte da sua juventude em Campina Grande. Sua primeira edição foi publicada em 2 de outubro de 1957 e contou com seis cadernos.
A tiragem inaugural foi impressa em 15 minutos, imediatamente após o corte da fita inaugural promovido pelas autoridades locais da época, como o prefeito Elpídio de Almeida e do Bispo Dom Otávio Aguiar, em sua antiga sede localizada na Rua Venâncio Neiva.
Encerrou suas atividades em 1º de fevereiro de 2012.

## Prêmios
- 2001: ganhou o Prêmio ExxonMobil de Jornalismo (Esso) Especial de Primeira Página, concedido ao jornalista Cícero Félix, pela reportagem "Terrorista Atacam os Estados Unidos"[2]